# Матвеев, Гаврил
Гаври́л, Гаври́ла или Гаврии́л Матве́ев, также — Головня (рус. дореф.: Гаврiилъ Матвѣевъ; 1706, Глухов, Северщина, Русское царство — 22 декабря 1786, Санкт-Петербург, Российская империя) — русский вельможа (с 1738 года), придворный уставщик Елизаветы Петровны, переписчик нотных «Ирмологиев» «на наречии великоросском», певчий (бас), композитор, составитель «Азбуки» партесного пения, изданной по решению Священного Синода в Московской типографии в 1778 году, православный священник, регент Придворного певческого хора.
Матвеев многократно безуспешно пытался издать свои «Ирмологии», в том числе за собственный счёт. Причиной неудач Матвеева послужило то обстоятельство, что печатание нотных книг взяли в свои руки синодальные певчие и иподиаконы Пётр Андреев, Иван Тимофеев, Сергей Попов, Сергей Любимов, Иван Никитин.
По поручению обер-прокурора И. И. Бибикова Матвеев руководил отбором певчих в Глухове для царского двора, на котором среди прочих был отобран Г. С. Сковорода, будущий философ и педагог. В 1778 году Матвеев уволился с придворной службы и отправился на покой.